# Quercus gilliana
Quercus gilliana — вид рослин з родини букових (Fagaceae), поширений у Китаї.

## Середовище проживання
Поширений у Китаї: Тибет, Сичуань, Юньнань, Ганьсу.